# Équipe de France de rugby à XV au Tournoi des Cinq Nations 1989
L'équipe de France remporte le Tournoi des Cinq Nations 1989, gagnant trois matches et perdant celui contre l'équipe d'Angleterre. L'équipe est conduite par son capitaine Pierre Berbizier et le sélectionneur Jacques Fouroux.
Vingt-trois joueurs ont contribué à ce succès. Jean-Baptiste Lafond est le meilleur réalisateur français, Serge Blanco le meilleur marqueur d'essais pour la France (4).

## Les joueurs

### Première Ligne
- Louis Armary
- Pascal Ondarts
- Philippe Marocco
- Marc Dal Maso
- Claude Portolan
- Philippe Dintrans
- Jean-Pierre Garuet-Lempirou

### Deuxième Ligne
- Gilles Bourguignon
- Jean Condom
- Alain Lorieux

### Troisième Ligne
- Marc Cécillon
- Alain Carminati
- Laurent Rodriguez
- Éric Champ
- Dominique Erbani

### Demi de mêlée
- Pierre Berbizier (capitaine)

### Demi d’ouverture
- Franck Mesnel

### Trois-quarts centre
- Philippe Sella
- Marc Andrieu
- Denis Charvet

### Trois-quarts aile
- Patrice Lagisquet
- Jean-Baptiste Lafond
- Philippe Bérot

### Arrière
- Serge Blanco

## Résultats des matches
- Le 21 janvier, victoire 26 à 21 contre l'équipe d'Irlande à Dublin
- Le 18 février, victoire 31 à 12 contre l'équipe du pays de Galles à Paris
- Le 4 mars, défaite 0 à 11 contre l'équipe d'Angleterre à Twickenham
- Le 18 mars, victoire 19 à 3 contre l'équipe d'Écosse à Paris.

## Points marqués par les Français

### Match contre l'Irlande
- Jean-Baptiste Lafond (14 points) : 1 essai, 2 transformations, 2 pénalités
- Patrice Lagisquet (8 points) : 2 essais
- Serge Blanco (4 points) : 1 essai

### Match contre le pays de Galles
- Jean-Baptiste Lafond (12 points) : 3 transformations, 2 pénalités
- Serge Blanco (8 points) : 2 essais
- Philippe Dintrans (4 points) ; 1 essai
- Pierre Berbizier (4 points) : 1 essai
- Franck Mesnel (3 points) ; 1 drop

### Match contre l'Angleterre
aucun point marqué par la France

### Match contre l'Écosse
- Philippe Bérot (7 points) : 2 transformations, 1 pénalité
- Patrice Lagisquet (4 points) : 1 essai
- Serge Blanco (4 points) : 1 essai
- Pierre Berbizier (4 points) : 1 essai